# Laophonte parvuloides
Laophonte parvuloides är en kräftdjursart som beskrevs av Albert Monard 1935. Laophonte parvuloides ingår i släktet Laophonte och familjen Laophontidae. Inga underarter finns listade i Catalogue of Life.